# Tarek Bitar
Pour les articles homonymes, voir Bitar.
Tarek Bitar (arabe : طارق بيطار, Akkar), né en 1974, est un juge libanais et président du tribunal pénal de Beyrouth, qui est le deuxième juge à diriger l'enquête sur les explosions au port de Beyrouth du 4 août 2020, succédant à Fadi Sawwan, démis de ses fonctions par la justice libanaise après qu'il eut inculpé deux anciens ministres de négligence dans l'explosion causée par 2 750 tonnes de nitrate d'ammonium laissées à l'abandon sur le port pendant plus de six ans. Cette révocation est alors contestée par les familles des victimes, qui craignent que le renvoi de Sawwan ne ramène l'affaire à zéro,.
Tarek Bitar est décrit comme n'ayant aucun parti pris ni affiliation à un parti politique,.
Le 14 octobre 2021, des manifestations sont lancées par les groupes chiites du Hezbollah et du Mouvement Amal devant le Palais de Justice à l'Est de Beyrouth, exigeant la fin de la magistrature de Bitar, l'accusant d'incompétence,,, au cours desquelles des affrontements militaires éclatent entre eux et l'armée libanaise, et prétendument les partisans des Forces libanaises chrétiennes, (voir l'article affrontements de Beyrouth de 2021).

## Biographie et carrière
Né dans le village d'Aydamun au Akkar, il est père de deux enfants et époux de Julie Hakmeh.
Il obtient son diplôme en droit de l'Université libanaise et commence sa carrière en tant qu'avocat jusqu'à ce qu'il devienne le seul juge pénal Nord-Liban jusqu'en 2010.
Depuis 2017, il préside le tribunal correctionnel de Beyrouth,.

## Enquête sur l'explosion du port de Beyrouth
En août 2020, au moment de l'explosion, son nom est proposé en premier par la ministre Marie-Claude Najm pour mener l'enquête (le second nom étant Fadi Sawwan), ce qu'il refuse pour des raisons inconnues, peut-être à cause de pressions politiques.
Cependant en février 2021, jouissant d'une réputation de juge intègre, il est finalement nommé nouvel enquêteur dans l'enquête sur l'explosion de Beyrouth, après la destitution de Fadi Sawwan par le tribunal libanais lorsque les deux ministres qu'il a inculpé de négligence ont demandé que l'affaire soit transférée à un autre juge,. Les raisons de son acceptation cette fois-ci restent floues.
En septembre 2021, la presse libanaise et la presse internationale rapportent qu'il fait face à de lourdes pressions et entraves politiques, et qu'il a reçu des menaces,.
Le secrétaire général du Hezbollah, Hassan Nasrallah, s'en prend violemment au magistrat, et quelques heures plus tard, l'enquête est arrêtée : une plainte et une demande de dessaisissement sont déposées contre le juge par Nohad al-Machnouk, ancien ministre soupçonné de « négligence et manquements » dans l'enquête sur l'explosion. Pour les familles des victimes de l'explosion, il s'agit simplement de nouvelles tentatives d'entraver la justice. Les associations de familles des victimes de l'explosion du port de Beyrouth soutiennent en effet le travail du magistrat. La requête est rejetée et Tarek Bitar conserve l'enquête, qui a simplement été suspendue.
Le 14 octobre 2021, au moins six personnes sont tuées et plusieurs autres sont blessées à Beyrouth en marge d'une manifestation organisée par le Hezbollah et ses alliés chiites d'Amal demandant le dessaisissement du juge d'instruction Tarek Bitar,,,.
Le 28 octobre 2021 sur France Inter, le journal de 8h de l'émission Le Sept neuf lui consacre un reportage, signé Aurélien Colly, qui décrit clairement le contexte de l'enquête,.
Le 5 novembre 2021, le juge Bitar est de nouveau dessaisi de l'enquête, à la suite d'un recours en récusation déposé par l'ancien ministre Youssef Fenianos, qui refuse de comparaître devant lui. Cette fois-ci, les familles de victimes craignent que le juge soit définitivement dessaisi de l'affaire, car la cour d'appel qui doit statuer est présidée par un proche du mouvement Amal de Nabih Berri, allié du Hezbollah.
Le 19 novembre 2021, Libnanews, site d'informations en français sur le Liban, qui se déclare né en 2006 d'une initiative citoyenne, explique les obstacles auxquels est confrontée l'enquête :
par l'ampleur du sinistre (200 personnes décédées, 6 000 blessées, 300 000 privées de logement, dégâts estimés entre 10 et 15 milliards de dollars) ;
par le fait que l'origine matérielle de l'explosion est encore sujette à hypothèses ;
par le constat que le port de Beyrouth était un espace où la corruption était généralisée (compromissions, contournement des contrôles, racket...) et pratiquée par la quasi-totalité des partis politiques ;
et par le fait qu'un grand nombre de responsables serait impliqué (à cette date, 33 personnes seraient mises en examen, dont plusieurs anciens ministres).
Fin novembre 2021, le juge Bitar reçoit le soutien du Réseau francophone des conseils de la magistrature judiciaire (RFCMJ), tandis que le collectif féminin Noun lui renouvelle le sien.
Début décembre, le recours en dessaisissement est rejeté et le juge peut reprendre l'enquête.
En février 2022 un recours en dessaisissement présenté par d'anciens ministres échoue de nouveau,.
Deux ans après la catastrophe, devant les obstacles politiques que rencontre le juge Bitar, des experts indépendants des Nations unies et des ONG réclament une enquête internationale.
Le 23 janvier 2023, après une suspension de plus d'un an, le juge Bitar reprend l'enquête, et le lendemain il inculpe le procureur général près la cour de cassation ainsi que deux responsables de la sécurité.
À l'occasion du troisième anniversaire de l'explosion, un éditorial paru dans L'Orient-Le Jour intitulé « 4-Août : ce qu’on sait, ce qu’on soupçonne... » fait le point des avancées de l'enquête, des questions en suspens, et des présomptions de responsabilité.
Quatre ans après l'explosion, la complexité politico-judiciaire de l'enquête amène à s'interroger sur sa possibilité de finalisation.